# УЕФА
Съюзът на европейските футболни асоциации (на английски: Union of European Football Associations), познат повече като УЕФА (от съкращението UEFA), е административният и ръководен орган на европейския футбол. Член е на Международната футболна федерация (ФИФА).
Представлява националните футболни асоциации на Европа, ръководи национални и клубни състезания (Европейското първенство, турнирите на Шампионската лига, на Лига Европа и за Суперкупата на УЕФА), контролира наградния фонд, правилата и медийните права за тези състезания.

## История
Основана е на 15 юни 1954 г. в Базел, Швейцария след консултации между италиански, френски и белгийски асоциации. До 1959 г. главната централа е разположена в Париж, а по-късно в Берн, Швейцария.
През 1995 г. централата на УЕФА е преместена в Нион, Швейцария, където се намира и понастоящем.
Първият генерален секретар е Анри Делоне, а първият президент е Еббе Шварц.
Настоящият, седми президент на УЕФА е избраният през 2016 г. словенец Александър Чеферин.

### Скандали
През 2016 г. тогавашния президент – бившият френски футболист Мишел Платини подава оставка като президент на УЕФА, след като през 2015 г. е наказан от Независимата етична комисия към ФИФА с отстраняване от футболна дейност поради нелоялни финансови сделки и конфликт на интереси за срок от 8 години (редуцирани на 4 години вследствие на обжалване).

## Членство
Първоначално Европейският футболен съюз се състои от 25 членки. Броят се удвоява от началото на 1990 г. и членове са 55 страни.
Някои членове на УЕФА не са суверенни държави, но са част (или под контрол) от по-голяма призната суверенна държава в контекста на международното право. Те включват 4-те съставни страни във Великобритания (Англия, Северна Ирландия, Уелс, Шотландия), Гибралтар (британска отвъдморска територия) и Фарьорските острови (автономен регион в Кралство Дания).
Други членове на УЕФА са трансконтинентални държави (Армения, Азербайджан, Грузия, Русия, Турция). Няколко азиатски страни също са допуснати до Европейската футболна асоциация, като Казахстан (предимно в Азия, но и с европейска територия) и Израел (изцяло в Азия), които са били членове на Азиатската футболна конфедерация. Някои държави в Европа (като Монако и Ватикана) не са членове. Освен това някои асоциации членки на УЕФА позволяват на отбори извън територията на тяхната асоциация да вземат участие в тяхното „вътрешно“ първенство: Монако (макар и отделна суверенна държава) участва във френската лига; уелските клубове „Кардиф Сити“ и „Суонзи Сити“ участват в английската лига.

## Състезания
УЕФА ръководи официални международни състезания в Европа и някои страни от Северна, Югозападна и Централна Азия за националните отбори и професионални клубове, известни като състезания на УЕФА, някои от които се считат за най-престижните турнири в света.

### Международни
Основното състезание за национални отбори за мъже е Европейското първенство по футбол. То започва през 1958 г., с първи финали през 1960 г., и е известно като турнир за Купата на европейските нации до 1964 г. Наричат го накратко УЕФА или Евро (турнир). УЕФА също организира национални състезания за футболисти на възраст под 21, под 19 и под 17 г. За националните отбори на жените се организира Женско първенство на УЕФА, както и състезания за жени на възраст под 19 и под 17 г., както и първенства за старша възраст.
Организира също така Меридиан купата на УЕФА-CAF с CAF за младежките отбори в опит да стимулира младежкия футбол. УЕФА стартира Купата на регионите на УЕФА (за полупрофесионални отбори, представляващи техния регион), през 1999 г. Съществуват първенства по футзал за мъже и за младежи под 21 г.
Мъжките национални отбори на Испания, Германия, Франция и Италия са единствените, печелили европейските първенства във всички категории.

### Клубни
Най-престижното състезание е в Шампионската лига на УЕФА, което започва през сезон 1992/93 и събира най-добрите 1 – 4 отбора на лига от всяка страна (броят на отборите зависи от класирането на тази страна и техният брой може да бъде увеличен или намален). Това състезание е преструктурирано от предходното, което е събирало само топ отборите на всяка страна (което се е провеждало от 1955 до 1992 г. и се е наричало турнир за Европейската купа).
Вторият по престиж турнир е на Лига Европа. В този турнир участват победителите от турнирите за националните купи и отборите с високо класиране в първенството. Той стартира през 1971 г. като наследник на 2 други турнира – за Купата на УЕФА и Купата на Междусъюзническите градове. Има трети турнир, който впоследствие е абсорбиран от турнира за Купата на Уефа (сега на Лига Европа).
Само 4 отбора – „Ентусиаст“, „Аякс“, „Байерн“ (Мюнхен) и „Реал“ (Мадрид), са печелили всяко от 3-те основни състезания (турнирите на Шампионската лига, за Европейската купа, на Лига Европа).
В женския футбол УЕФА също организира Шампионската лига за клубни отбори. Конкурсът за първи път е проведен през 2001 г. и е известен като турнир за Купата за жени на УЕФА до 2009 г.

## Спонсори
За турнира на Шампионската лига настоящите основни спонсори са: Nissan, Газпром, Heineken, Мастъркард, Sony Computer Entertainment Europe, PlayStation, Sony Xperia, УниКредит, PepsiCo, Gatorade.
Те също са спонсори на турнирите за Суперкупата на УЕФА, Женската шампионска лига на УЕФА и Младежката лига на УЕФА (с изключение на Heineken, която се заменя с Konami Pro Evolution Soccer.)
На турнира на Лига Европа настоящите основните спонсори са: Hankook, УниКредит, FedEx, Enterprise Rent-A-Car. Adidas е вторичен спонсор и осигурява топка за всеки мач и униформата на рефера.
|  | Тази страница частично или изцяло представлява превод на страницата UEFA в Уикипедия на английски. Оригиналният текст, както и този превод, са защитени от Лиценза „Криейтив Комънс – Признание – Споделяне на споделеното“, а за съдържание, създадено преди юни 2009 година – от Лиценза за свободна документация на ГНУ. Прегледайте историята на редакциите на оригиналната страница, както и на преводната страница, за да видите списъка на съавторите. ВАЖНО: Този шаблон се отнася единствено до авторските права върху съдържанието на статията. Добавянето му не отменя изискването да се посочват конкретни източници на твърденията, които да бъдат благонадеждни. |